# NGC 810-2
NGC 810-2 (другие обозначения — UGC 1583, MCG 2-6-26, ZWG 438.24, PGC 3126708) — галактика в созвездии Овен.
Этот объект не входит в число перечисленных в оригинальной редакции «Нового общего каталога» и был добавлен позднее.
Является возможным физическим спутником галактики NGC 810-1.